# Quattro Province
Le Quattro Province sono una regione storico-geografica italiana. Il territorio è situato a cavallo dell'appennino ligure, e suddiviso tra quattro province appartenenti a quattro diverse regioni. Nonostante la frammentazione amministrativa, la regione presenta alcune caratteristiche storiche e culturali comuni.  
Nel dettaglio la regione è compresa nelle province di:
- Alessandria, in Piemonte (comprendendo val Curone, val Grue, valle Ossona, val Borbera, val Sisola, valle Spinti, media valle Scrivia)
- Genova, in Liguria (comprendendo alta valle Scrivia, alta val Trebbia, alta val d'Aveto, val Fontanabuona)
- Pavia, in Lombardia (comprendendo valle Staffora, valle Ardivestra, Val di Nizza, alta val Tidone, alta val Trebbia)
- Piacenza, in Emilia-Romagna (comprendendo alta e media val Trebbia, val Boreca, bassa val d'Aveto, media val Tidone, val Luretta, alta val Nure).

Il toponimo Quattro Province ha origini recenti e si rintraccia in alcuni studi etnologici e musicali effettuati a partire dagli anni settanta del Novecento in poi. Tale denominazione fu coniata e impiegata per identificare un territorio, quale quello convergente nei quattro suddetti distretti amministrativi, accomunato dalle medesime tradizioni musicali, in particolare strumenti e danze tradizionali. A partire dagli anni 2000 il nome è stato esteso a concetti storici e geografici atti a rimarcare una precisa identità culturale dell'area in oggetto. Tuttavia le popolazioni di questi luoghi non hanno mai attribuito un nome particolare o univoco alla zona.
Storicamente zona di transito per commercianti, eserciti, pellegrini e viaggiatori, vi passavano antiche percorrenze come la via Postumia (tracciata da Aulo Postumio Albino nel 148 a.C.) che collegava Genova ad Aquileia, la via Francigena, (che durante il Medioevo portava i pellegrini dalla Francia a Roma e da qui a Gerusalemme).
I cambiamenti socio-economici hanno totalmente cambiato i modi di vita tradizionali. L'inurbamento e il conseguente spopolamento delle campagne, la difficoltà di mantenere in vita usanze non più indispensabili alla vita sociale dei piccoli nuclei, l'innegabile fascino del nuovo che va a soppiantare un vecchio che portava con sé ricordi e richiami ad una vita povera e difficile, ne hanno notevolmente ridotto la superficie.

## Tradizione e territorio
L'area culturale delle "Quattro province" rappresenta un caso di particolare interesse per chi, da un punto di vista geografico, voglia riflettere sulle tradizioni popolari italiane. Tale zona, infatti, dopo secoli di marginalizzazione e decenni di crisi strutturale, da anni è oggetto di crescente interesse proprio in ragione di alcuni aspetti specifici della cultura tradizionale, essenzialmente musiche e manifestazioni collettive locali. La riscoperta e la valorizzazione di elementi della cultura tradizionale in aree periferiche non costituisce un elemento di novità, giacché si tratta di un fenomeno diffuso da qualche decennio in tutta Europa ed oggetto di studio in ambito geografico. L'interesse per quest'area è nato dal fatto che la riscoperta del patrimonio culturale tradizionale non si è realizzata come evento isolato, ma piuttosto come partenza di un processo di riterritorializzazione che tenta di rispondere alla crisi strutturale che ha investito la zona a partire dal secondo dopoguerra.

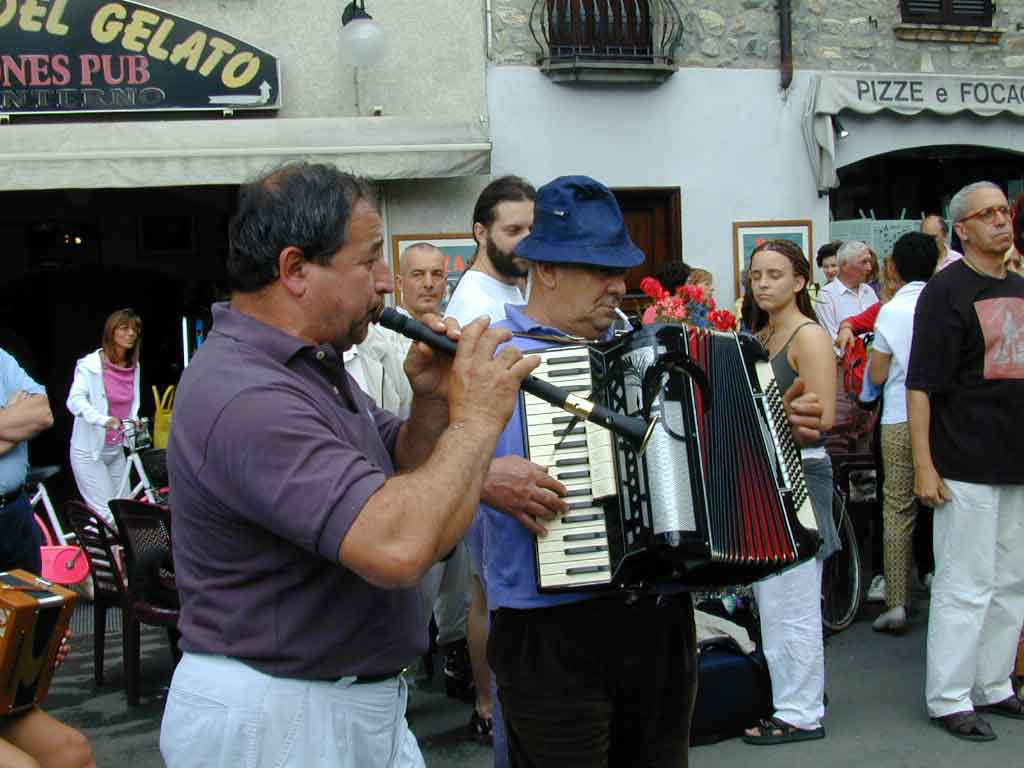
Il pifferaio Ettore Losini "Bani" e il fisarmonicista Attilio Rocca "Tilion"

### Geografia
L'area dell'Appennino settentrionale corrispondente al territorio delle "Quattro province" è stata segnata da una storia geologica molto articolata che ha dato luogo ad un paesaggio geomorfologico piuttosto complesso, segnato dalla presenza di diverse dorsali che corrono trasversali o longitudinali rispetto alla direzione principale della catena montuosa. Le valli presenti si pongono dunque come struttura fondamentale delle comunicazioni tra gli uomini, orientandone le scelte insediative. Il nucleo dell'area si articola attorno alle valli create dai torrenti Curone, Staffora, Tidone, dal fiume Trebbia e dai loro affluenti. Le comunicazioni tra queste valli si sono concentrate nei paesi in cui l'accesso era relativamente facile, i quali sono diventati punti nodali nel sistema di relazioni delle comunità vallive. L'esempio più evidente è Brallo di Pregola, che segna il passo tra il bacino della Staffora e quello del Trebbia, ma anche Pietra Gavina ora centro periferico dell'area, ha costruito le sue passate fortune sulle comunicazioni tra la Valle Staffora e la Val Tidone. Più indirettamente la stessa fortuna di Varzi, principale centro dell'area montana dell'Oltrepò pavese, è stata determinata dalla presenza di una via commerciale che attraverso il passo del Giovà metteva in comunicazione la Pianura Padana con la costa ligure. Lungo queste vie si è strutturato l'insediamento umano, permttendo così ai centri montani di sostenere, nonostante l'isolamento determinato dalla particolare conformazione geomorfologica, un continuo scambio economico e culturale con realtà lontane.
Dal punto di vista economico la presenza di queste piccole arterie commerciali permise ai centri montani di rifornirsi direttamente di prodotti come il sale, importazione essenziale di un'economia altrimenti autosufficiente. Culturalmente, la zona è costituita come fertile nodo di relazioni tra il patrimonio culturale costiero e quello padano, il tutto all'interno di uno specifico sistema di relazioni tra uomo e ambiente tipico dell'area montana dell'Appennino settentrionale. Isolati dalle aree forti dello spazio economico e culturale italiano, i centri delle "Quattro province" si sono strutturati a partire da quelle poche e determinanti vie di comunicazione che collegavano i territori e uomini lontani tra loro come la pianura e il mare, elaborando così un'originale sintesi culturale.

#### Gli abitanti: abbandono, turismo, ritorno
L'equlibrio tra isolamento e comunicazione che ha permesso per secoli la sopravvivenza di queste comunità montane si è però incrinato con l'avvento dell'industrializzazione e la conseguente trasformazione economica, sociale e culturale che ha comportato perdite di popolazione anche molto intense e con esse la scomparsa di importanti patrimoni della cultura popolare (qui come altrove sugli Appennini). A partire dagli anni trenta del XX secolo, tutta l'area dell'Oltrepò pavese, ad esempio, iniziò infatti a spopolarsi a favore delle aree più forti dello spazio economico lombardo. In questo contesto l'area montana in questione, che pure iniziò a perdere popolazione con un certo ritardo rispetto alle zone più settentrionali, si trovò in una condizione particolarmente critica. L'aspetto più preoccupante fu la costanza dello spopolamento con ritmi allarmanti, superiori all'1% annuo, in cinquant'anni. Anche Varzi, centro polarizzante di queste montagne, iniziò a perdere abitanti dal secondo dopoguerra e continuò sino al XXI secolo, seppure con un ritmo leggermente inferiore rispetto ai centri minori di montagna.
Si osservano le piramidi di età dei centri delle Quattro province: la struttura è fortemente sbilanciata con tassi di natalità prossimi allo zero e un numero di anziani vicino al 60% della popolazione totale. In tale contesto il problma non è la perdita di un sapere popolare, quanto piuttosto il rischio che la cultura locale non trovi generazioni che la tengano in vita come patrimonio vivo e funzionale. I tentativi di valorizzazione del territorio attraverso un turismo intensivo, soprattutto sportivo, hanno avuto pesanti ricadute culturali: l'alienazione del territorio a gruppi di persone culturalmente lontani dall'area in oggetto ha infatti comportato l'abbandono degli edifici tradizionali a favore di nuove e standardizzate costruzioni plurifamiliari e la perdita di un patrimonio culturale che non può evidentemente essere difeso da chi a quella cultura è strutturalmente estraneo.

### Storia politica e amministrativa
Molte sono le testimonianze della presenza dei Liguri fin dall'età della pietra (villaggio neolitico a Travo, val Trebbia piacentina) e nell'età del ferro (castelliere, villaggio fortificato, di Guardamonte nell'Alessandrino).
Ben documentata anche la presenza dei Romani: molti i toponimi, i ritrovamenti archeologici (resti della città di Libarna in val Scrivia) e la documentazione storica (Tabula alimentaria traiana del municipio di Velleia del II secolo d.C.). Secondo lo storico Polibio, nel dicembre del 218 a.C., Annibale inflisse una pesante sconfitta al console romano Tito Sempronio Longo nella battaglia della Trebbia. Alcuni toponimi della val Trebbia e della val Boreca, come Zerba sembra rechino traccia dal passaggio delle truppe di Annibale.
Dal IV secolo, sotto la pressione crescente delle popolazioni barbariche, si verificò una migrazione dalla costa ligure e dalla pianura verso le zone montuose.
Si formarono così nuovi insediamenti basati su un'economia di sussistenza agro-pastorale.
Dopo la caduta dei Longobardi a opera di Carlo Magno, il Sacro Romano Impero in seguito riassegnò il territorio costituendovi dapprima la Marca Obertenga e poi i feudi imperiali, con lo scopo di mantenere un passaggio sicuro verso il mare, oltre alla contea vescovile di Bobbio, assegnò questi territori a partire dal 1164, a famiglie (dapprima discendenti degli antichi Obertenghi) quali: i Malaspina, i Fieschi, i Doria, i Pallavicino, i Landi e i Farnese) che dominarono per secoli questi feudi.
Napoleone abolì i feudi e il territorio venne diviso tra la Repubblica Cisalpina e la Repubblica Ligure. Nel 1815 il Congresso di Vienna cedette gli ex feudi imperiali al Regno di Sardegna e nel 1861 questi territori vennero annessi al Regno d'Italia e suddivisi nelle province di Piacenza, Pavia, Alessandria e Genova. La provincia di Pavia occupava un discreto territorio delle Quattro province, avendo inglobato anche il circondario di Bobbio fino al 1923, poi ceduto alla provincia di Piacenza. Nel 1970 entrarono in vigore le Regioni a statuto ordinario di Emilia-Romagna, Lombardia, Piemonte e Liguria che delimitarono i propri confini su quelli provinciali.

### Cultura
Tra gli elementi culturali comuni di queste vallate il più noto è quello musical-coreutico. Il modo di cantare dei cori, influenzato dal trallallero genovese, il repertorio delle musiche da piffero e le danze popolari, dette appunto delle Quattro Province, sono preziose testimonianze di una cultura antica miracolosamente sopravvissuta fino ai nostri giorni. Accomunano questi territori anche alcune feste popolari e riti calendariali quali le questue per il calendimaggio, il carnevale e i festeggiamenti dei santi patroni.

#### Musica
La coppia di musicisti che suonano piffero e fisarmonica anima tutte le feste, non si balla mai senza musica dal vivo. Con la fine della civiltà agricola-montanara sono rimasti loro i portatori della tradizione.
Il repertorio musicale è corposo, antico, trasmesso attraverso i secoli. Comprende, oltre le melodie da ballo, brani che scandivano i momenti della vita contadina: questue come il cantamaggio, la galina grisa, il carlin di maggio, la Santa Croce; il carnevale con la povera donna; la partenza per la leva; il matrimonio con la Sposina (brano per accompagnare la sposa dalla sua casa alla chiesa) e altri brani "da strada" come la sestrina per accompagnare i cortei nelle varie occasioni.
I pifferai più famosi ricordati per dell'Ottocento e del Novecento sono stati il "Draghino" di Suzzi, Lorenzo Bava "Piansereju" di Piancereto, Paolo Pelle "Brigiotto" di Bruggi, Carlo Agosti "Carlon" di Gregassi, Giacomo Sala "Jacmon" ed Ernesto Sala di Cegni, Giovanni Agnelli "u Canen" di Costiere di Coli, Angelo Tagliani "Giolitti" di Colleri.
La coppia piffero-fisarmonica porta il nome o più spesso il soprannome dei suoi componenti. Alcune di quelle attive oggi sono:
- Bani (Ettore Losini) e Davide (Balletti)
- Gabriele Dametti e Franco (Guglielmetti)
- Stefanino (Faravelli) e Matteo Burrone
- Danilo Carniglia e Cesare Campanini
- Stefano (Valla) e Daniele (Scurati)
- Massimo (Perelli) e Giampaolo (Tambussi)

Gruppi di folk revival come i Baraban, La Ciapa Rusa, i Tendachënt, i Tre Martelli, i Musicanti del piccolo borgo hanno introdotto i brani da piffero nei loro concerti.

#### Strumenti tradizionali
Lo strumento principe è il piffero delle Quattro Province, un oboe popolare generalmente in bosso o ebano, accompagnato oggi dalla fisarmonica e fino agli anni trenta dalla müsa (cornamusa tipica di quest'area). Il piffero è costituito da tre parti: la bocchetta che è il disco poggialabbra che porta le ance (müsotti); la canna che ha sette fori anteriori e uno posteriore per la diteggiatura; il padiglione terminale (campana) che porta in un forellino una penna di coda di gallo che serve a pulire le ance.
Costruttori e adattatori di pifferi sono noti nel territorio delle Quattro Province dall'Ottocento, e comprendono Ferdinando Cogo a Cantalupo Ligure, Giovanni Stombellini "u Sartù" a Ozzola, Niccolò Bacigalupo "u Grixu" (1863-1937) a Cicagna; strumenti musicali semilavorati e attrezzi, tra cui il tornio a pedale, di quest'ultimo sono conservati al Museo etnografico Ettore Guatelli di Ozzano Taro (PR). Oggi i pifferi continuano ad essere costruiti da Ettore Losini, detto Bani, di Degara di Bobbio e da Stefano Mantovani di Casanova Staffora.
Occasionalmente viene reintrodotta la müsa al fianco di piffero e fisarmonica in formazioni come i Müsetta, gli Epinfrai, i Lampetron, i Suonatori di Menconico, gli Enerbia, il Ballatoio.

#### Danze tradizionali

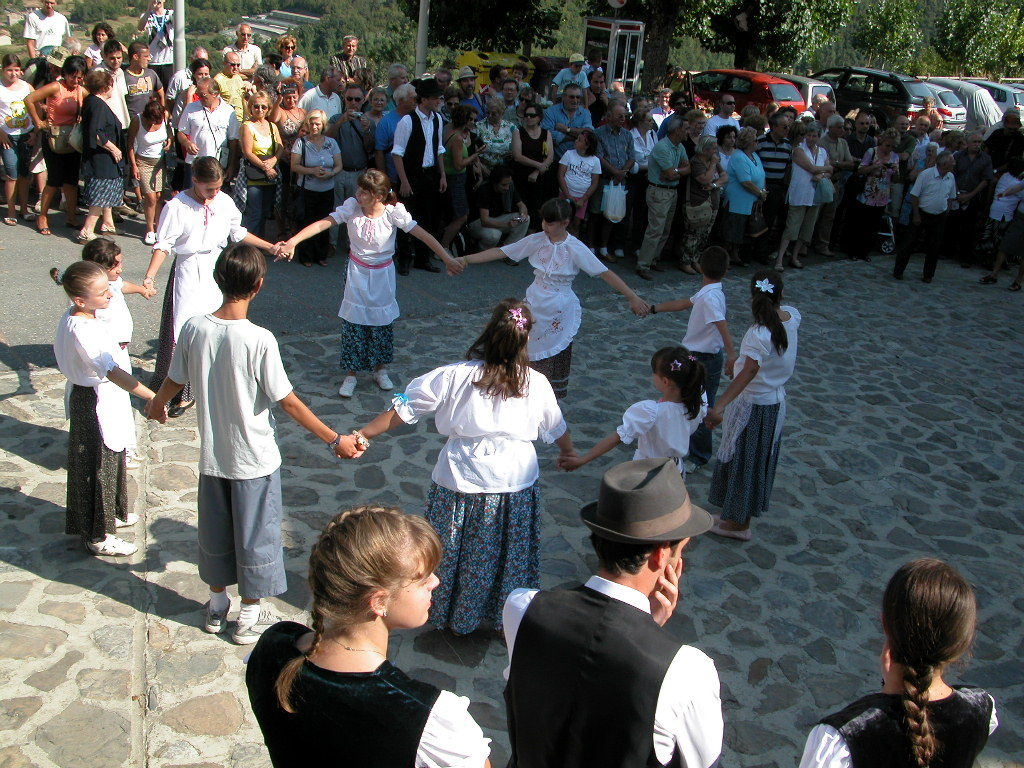
Bimbi ballano l'alessandrina

Le danze che animano le feste appartengono alle danze in coppia chiusa, alle danze di gruppo a figure e alle danze pantomimiche. Quelle praticate più frequentemente sono le danze in coppia chiusa, comprendenti oltre a valzer e mazurche la polca a saltini, eseguita con passo saltato tipico delle Quattro Province, impegnativa sia per la velocità del ritmo sia per la coordinazione indispensabile tra i due ballerini. Le danze di gruppo a figure presentano coreografie circolari come nella piana e spesso nell'alessandrina e nella monferrina, o altre coreografie a terzetti, quartetti o sestetti come in giga a due, giga a quattro, perigordino e presumibilmente nella bisagna oggi in disuso. Danza pantomimica con valenze teatrali è la povera donna, eseguita da coppie che impersonano una donna e il marito che ad un tratto rimane a terra come morto per poi rialzarsi al suono di una nuova strofa musicale.
Nell'Italia settentrionale le antiche tradizioni coreutiche persistono in poche aree oltre alle Quattro Province. Esse sono le Valli occitane in Piemonte, la Val Resia in Friuli e l'Appennino bolognese in Emilia.

## Le feste
Molte sono le occasioni di festa che legano le comunità, le quali, a causa dello spopolamento montano, sono molto piccole e spesso si ricompongono nel periodo estivo col rientro per le vacanze nelle case di famiglia. Ci si ritrova per ballare, mangiare piatti tipici, ascoltare musica, rinsaldare i legami tra chi è rimasto e chi è partito e chi non è del luogo ma è disposto a fare molta strada per conoscere ed incontrare personaggi e tradizioni antiche.
Molti paesi o anche solo frazioni costruiscono locali per riunirsi e ballare. A volte sono strutture eleganti, altre volte costruzioni fatte alla buona, con materiali di recupero; notevole quella di Pizzonero in val Boreca, costruita attorno ad un albero vivo con un tetto di teli e le pareti di frasche, per cui si balla girando attorno al tronco.
Le feste più importanti:

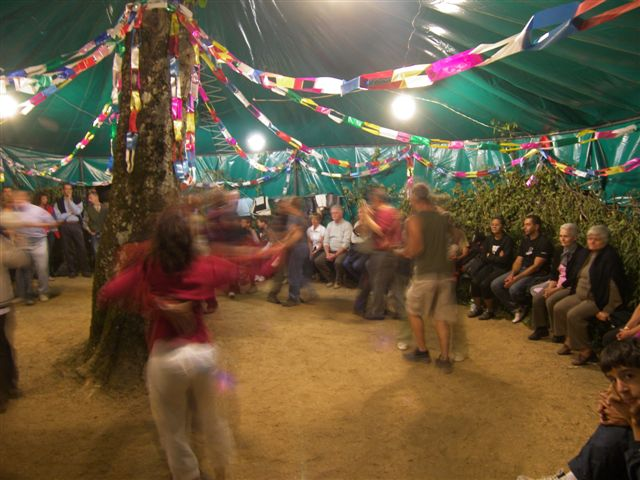
Festa nella balera di Pizzonero

- La questua: giro per le case o le cascine di un gruppo di canterini/musicisti che, cantando strofe benauguranti, chiedono ai padroni di casa uova (o vino o dolci o altro tipo di cibo), che verranno consumate dalla compagnia in bisbocce seguenti. Le questue si svolgono generalmente per il primo maggio, ma in alcune zone prima di Pasqua, a cavallo del ferragosto o per la leva. Prendono un nome differente a seconda dei paesi: quella di Marsaglia, nel comune di Corte Brugnatella in val Trebbia, è il carlin di maggio, quella di Santo Stefano d'Aveto è il maggio, quelle di Cicogni e di Romagnese la galina grisa (a Romagnese si svolge a Pasqua, il Sabato santo); mentre nei paesi a cavallo dei comuni di Bobbio, Corte Brugnatella e Brallo di Pregola viene festeggiata il 3 maggio e si chiama la Santa Croce.
- Il Carnevale: il più caratteristico è quello di Cegni in val Staffora, con la storia del brutto che vuole sposare la povera donna. Il corredo di musiche, balli e agnolotti attira spettatori anche dall'estero.
- La Curmà di pinfri: raduno annuale di tutti i pifferai e fisarmonicisti della tradizione locale. Si svolge alla fine di ottobre a Cabella Ligure nella frazione di Capanne di Cosola, sul crinale tra la val Boreca e la val Borbera, il cuore delle Quattro Province. In questa occasione, oltre ai musicisti della zona, arrivano quelli che suonano il piffero ma vivono lontani, e musicisti e ballerini europei interessati al repertorio e che trovano qui l'occasione di avere una carrellata di tutti i protagonisti e gli stili diversi.

## Lingue e dialetti
Da un punto di vista linguistico è difficile dare un'esatta classificazione delle varietà linguistiche gallo-italiche ancora oggi parlate, insieme all'italiano, nell'area delle Quattro Province. Nel territorio in oggetto si intersecano infatti dialetti della lingua ligure e dialetti di transizione tra ligure, emiliano e piemontese. D'altra parte, tra le province in questione, è solo quella di Genova a trovarsi al centro del sistema linguistico della propria regione amministrativa di appartenenza. La provincia di Piacenza è caratterizzata da varietà emiliane in contatto con il lombardo, che però risalendo le valli appenniniche risentono progressivamente dei caratteri liguri. La parlata emiliana si estende poi all'Oltrepò Pavese, dove la continuità con il piacentino cede il passo alle influenze piemontesi man mano che ci si avvicina al confine con la provincia di Alessandria, la cui porzione più orientale – il Tortonese - è però ancora interessata dal continuum dialettale emiliano fino al fiume Scrivia. Nell'Alessandrino, procedendo verso ovest si registrano graduali mutamenti che pian piano portano ad un avvicinamento al piemontese, mentre a sud ci si avvicina al ligure, analogamente a quanto avviene in provincia di Pavia e nel Piacentino.

## Discografia
- 1976: Ernesto Sala. Il "piffero di Cegni", a cura di Bruno Pianta, Regione Lombardia, Documenti della Cultura popolare 6, Albatros
- 1984: Baraban - Musa di pelle, pinfio di legno nero..., Madau
- 1986: I Suonatori delle Quattro Province - Musica tradizionale dell'Appennino, Robi Droli
- 1987: Baraban - Il valzer dei disertori, ACB
- 1988: I Suonatori delle Quattro Province - Eiv' vustu u luvu?, Robi Droli
- 1989: Canti e musiche popolari dell'Appennino pavese. I canti rituali, i balli, il piffero, a cura di Aurelio Citelli e Giuliano Grasso, ACB
- 1990: Baraban - Naquane, ACB
- 1993: I suonatori delle quattro province - Racconti a colori, New Tone Records
- 1994: Stefano Valla e Franco Guglielmetti - Traditions of the oboe = Traditions du piffero, Silex mosaïque
- 1994: Baraban - Live, ACB
- 1999: Marco Domenichetti - Per sentieri di festa, Felmay
- 1999: I suonatori delle quattro province - Notte a tre zeri, Audiar Produzioni
- 2000: Eva Tagliani. La voce delle mascherate, a cura di Aurelio Citelli e Giuliano Grasso, ACB
- 2001: I Müsetta - La vulp la vâ 'ntla vigna, Folkclub-Ethnosuoni
- 2002: Stefano Faravelli e Franco Guglielmetti - Antiquae: danze delle 4 Province, Spazio libero
- 2003: Enerbia - Così lontano l'azzurro, EDT
- 2004: Musicisti Vari - Tilion, Folkclub-Ethnosuoni
- 2006: Musicisti Vari  - Le tradizioni musicali delle Quattro Province, SOPRIP
- 2007: Musiche selvagge - Sentré, ACB
- 2009: Enerbia  - La Rosa e la Viola, Le vie del Sale
- 2012: Musicisti vari: Martéla la Paja, Folkclub-Ethnosuoni